# Daniel Afriyie
Daniel Afriyie (Kumasi, 2001. június 26. –) ghánai válogatott labdarúgó, a svájci Zürich csatárja.

## Pályafutása

### Klubcsapatokban
Afriyie a ghánai Kumasi városában született.
2018-ban mutatkozott be a Burkina Fasó-i Rahimo felnőtt keretében. 2019-ben a ghánai Hearts of Oakhoz igazolt. 2023. január 3-án 3½ éves szerződést kötött a svájci első osztályban szereplő Zürich együttesével.

### A válogatottban
Afriyie az U20-as és az U23-as korosztályú válogatottban is képviselte Ghánát.
2022-ben debütált a felnőtt válogatottban. Először a 2022. június 10-ei, Japán ellen 4–1-re elvesztett mérkőzés 81. percében, Andy Yiadomot váltva lépett pályára.

## Statisztikák

### A válogatottban
| Válogatott | Év       | Pályára lépés | Gól |
| ---------- | -------- | ------------- | --- |
| Ghána      | 2022     | 6             | 3   |
| Ghána      | 2023     | 2             | 1   |
| Összesen   | Összesen | 8             | 4   |

#### Góljai a válogatottban
| # | Időpont             | Helyszín                                      | Ellenfél | Gólok | Eredmény | Kiírás                                    |
| - | ------------------- | --------------------------------------------- | -------- | ----- | -------- | ----------------------------------------- |
| 1 | 2022. július 24.    | Cape Coast Sports Stadion, Cape Coast, Ghána  | Benin    | 1–0   | 3–0      | 2023-as afrikai nemzetek kupája-selejtező |
| 2 | 2022. július 30.    | Stade de l’Amitié, Cotonou, Benin             | Benin    | 1–0   | 1–0      | 2023-as afrikai nemzetek kupája-selejtező |
| 3 | 2022. augusztus 29. | Cape Coast Sports Stadion, Cape Coast, Ghána  | Nigéria  | 1–0   | 2–0      | 2023-as afrikai nemzetek kupája-selejtező |
| 1 | 2023. január 19.    | Mohamed Hamlaoui Stadion, Kaszentína, Algéria | Szudán   | 2–1   | 3–1      | 2023-as afrikai nemzetek kupája           |